# Мрії про Каліфорнію
Мрії про Каліфорнію (англ. California Dreamin') — румунська комедія 2007 року.

## Сюжет
У 1999 році, під час війни в Косово, поїзд зі спеціальним військовим обладнанням для НАТО супроводжується американськими морськими піхотинцями на чолі з капітаном Дагом Джонсом. Вони проїжджають через румунське село, де начальник залізничної станції відмовляється пропускати поїзд, тому що у американців не виявляється жодних документів. Вони залишаються на цілий тиждень у селі, жителі якого намагаються використовувати у своїх інтересах несподівану присутність американців. Мер організовує святкування в їх честь. Сержант Девід Макларен закохується в Моніку, дочку начальника станції, яка мріє переїхати в Америку.

## У ролях
| Актор                | Роль                            |
| -------------------- | ------------------------------- |
| Арманд Ассанте       | капітан Даг Джонс               |
| Джеймі Ельман        | сержант Девід Макларен          |
| Резван Васілеску     | Дояру, начальник станції        |
| Марія Дінулеску      | Моніка                          |
| Александру Маргіняну | Андрій                          |
| Іон Сепдару          | мер                             |
| Александру Драгої    | Родрігес                        |
| Анді Васлуяну        | солдат                          |
| Сабіна Брандусе      | Деспіна                         |
| Габріель Спахіу      | голова профспілки, отець Андрія |